# Kneset Jisra'el
Kneset Jisra'el (hebrejsky: כנסת ישראל, v jidiš: Kneses Jisroel, doslova Shromáždění Izraele) je městská čtvrť v centrální části Jeruzaléma v Izraeli.

## Geografie
Je součástí širšího zastavěného distriktu zvaného Lev ha-ir (Střed města), který zaujímá centrální oblast Západního Jeruzaléma a v jeho rámci tvoří společně s dalšími ultraortodoxními bytovými komplexy v blízkém okolí soubor sedmi takových malých čtvrtí nazývaných v jidiš der Steterlach. Zároveň stojí nedaleko čtvrti Nachla'ot, která je sama složena s mnoha menších bytových souborů. Leží v prostoru okolo ulice Rechov ha-Naciv v nadmořské výšce okolo 800 metrů, cca 1,5 kilometru západně od Starého Města. Populace čtvrti je židovská.

## Dějiny
Vznikla od konce 19. století jako soubor bytů ve veřejném vlastnictví, které slouží pro ubytování chudých rodin ultraortodoxních Židů. Výstavbu prováděl výbor aškenázských Židů z peněz, které darovali Židé z USA. Čtvrť vyrostla ve třech etapách a sestává ze tří samostatných urbanistických souborů.
- Kneset Alef vznikl v roce 1893 a tvoří ho skupina 13 přízemních domků soustředěných okolo centrálního dvoru se synagogou Bejs Rachel uprostřed. V ní se modlil rabín Arje Levin.
- Kneset Bet (v jidiš Kneses Bejs) je datován na počátek 20. století a jde o patrové domy, opět postavené okolo středového nádvoří. Potřeba jeho výstavby se objevila bezprostředně po dokončení předchozího souboru Kneset Alef. V roce 1908 byla proto zakoupena sousední parcela a na ní došlo k výstavbě nových bytů.
- Jako poslední pak po první světové válce přibyl Kneset Gimel. Ve srovnání s předchozími soubory byly zdejší byty o něco prostornější. Žil tu rabín Hilel Lieberman

Celkově v Kneset Jisra'el žilo v roce 1929 125 rodin. V roce 2005 již populace stoupla na víc než 200 rodin a čtvrť je výrazně přelidněná.
Sedm ultraortodoxních bytových komplexů, jejichž součástí je i tento, vznikalo od konce 19. století z iniciativy rabína Šmu'ela Salanta a jeho tajemníka, rabína Naftali Cvi Poruše. Původně se uvažovalo o jejich zbudování poblíž hrobky Šim'on ha-Cadik, ale nakonec byly zakoupeny pozemky poblíž čtvrtí Mazkeret Moše a Ohel Moše. Šlo o součást širšího trendu Útěk z hradeb, kdy židovská populace opouštěla přelidněné Staré Město.